# Henryk Narewski (1917–2005)
Henryk Narewski (ur. 1 marca 1917 w Lekowie koło Ciechanowa, zm. 29 maja 2005 w Warszawie) – polski działacz społeczny i kombatancki.

## Życiorys
Kapitan Wojska Polskiego. Po udziale w kampanii wrześniowej, żołnierz Związku Walki Zbrojnej, m.in. organizował liczne akcje zbrojne w ramach operacji „Wachlarz” na Polesiu. Następnie żołnierz I Rejonu „Marianowo-Brzozów” VII Obwodu „Obroża” Armii Krajowej. Zatrzymywany przez Gestapo. W 1943 wziął potajemny ślub z Jadwigą Wojciechowską w kościele Wszystkich Świętych przy Placu Grzybowskim w Warszawie. W 1944 aresztowany przez NKWD i zesłany do łagru Borowicze w ZSRR. Po 1950 zamieszkał w Legionowie, gdzie przez wiele lat pełnił funkcję radnego do Rady Miasta, działając m.in. w Komisji Oświaty. Prezes gminnej spółdzielni „Samopomoc Chłopska”, następnie pracował w Polskim Komitecie Pomocy Społecznej w Warszawie. W wolnej Polsce działał w Polskim Stronnictwie Ludowym, w którym pełnił funkcję przewodniczącego koła. Wieloletni działacz społeczny na rzecz środowiska kombatanckiego oraz emeryckiego, m.in. jako sekretarz Związku Kombatantów Polskich w Kraju, działacz Związku Sybiraków oraz przewodniczący oddziału rejonowego Polskiego Związku Emerytów Rencistów i Inwalidów, na rzecz którego działał przez niemal 30 lat.
Odznaczony Orderem Virtuti Militari, Krzyżem Kawalerski Orderu Odrodzenia Polski, Krzyżem Armii Krajowej
.
Spoczął na cmentarzu w Legionowie 4 czerwca 2005. Uroczystości żałobne odbyły się w kościele parafialnym św. Józefa Oblubieńca NMP.